# Klokánek dlouhoprstý
Klokánek dlouhoprstý (Potorous longipes) je drobný vačnatec, žijící v lesích jihovýchodní Austrálie. Spíše než klokana připomíná krysu. Dospělý klokánek váží 2–4 kg a od ostatních klokánků se liší prodlouženými chodidly na zadních končetinách. Srst na těle je šedohnědá, břicho je světlejší, pánevní končetiny naopak černé.
Klokánek dlouhoprstý je samotářský, aktivní v noci. Ve dne se ukrývá ve vegetaci, po setmění shání potravu, kterou vyhrabává kratšíma, ale silnýma předníma nohama. Pohybuje se po čtyřech, při rychlém pohybu poskakuje po zadních. Živí se převážně houbami, plodnice hub tvoří přibližně čtyři pětiny jeho potravy, celkově se živí asi 30 různými druhy, mimoto pojídá ještě hmyz a zelené části rostlin.
Březost trvá 38 dní, rodí jedno mládě, které pak ve vaku saje mléko po dobu až pěti měsíců a s matkou zůstává ještě další dva až tři měsíce.